# ARIAZ
ARIAZ는 대한민국-일본의 3인조 걸그룹이다. 2019년 EP 《ARIAZ 1st Mini Album ‘Grand Opera’》로 데뷔했다.

## 음반
- ARIAZ 1st Mini Album ‘Grand Opera’ (2019)
- 니가 참 좋아 (2021)
- Hot & Cold (2021)

## 공연
- 2021 다시 함께 K-POP 콘서트 (2021)
- 라이징스타 아리아즈 쇼케이스 (2021)
- MU:CON 2021 (2021)
- 2021 K-STAGE UNTACT CONCERT (2021)
- 2021 K-Music Week KMW (2021)